# Distrito de Amroha
Amroha (en hindi;  ज्योतिबा फुले नगर ज़िला, urdu; جیوتیبا پھولے نگر ضلع) es un distrito de India en el estado de Uttar Pradesh. Código ISO: IN.UP.JP.
Comprende una superficie de 2 321 km².
El centro administrativo es la ciudad de Amroha. Dentro del distrito se encuentra la localidad de Joya.

## Demografía
Según censo 2011 contaba con una población total de 1 838 771 habitantes.